# Schneider + Schumacher
schneider+schumacher (Eigenschreibweise), gegründet von Till Schneider und Michael Schumacher, ist ein international tätiges, deutsches Architekturbüro mit Sitz in Frankfurt am Main. Weitere Büros unterhält schneider+schumacher in Berlin, Wien, Österreich, Tianjin und Shenzhen, China. 1988 von den Architekten Till Schneider und Michael Schumacher gegründet, ist das Büro vor allem in den Bereichen Architektur, Bau- und Projektmanagement sowie Städtebau tätig. Das Büro entwirft Kunst- und Kulturbauten, Sozial- und Wohnbauten, Büro- und Verwaltungsbauten ebenso wie Gewerbe- und Industriebauten.

## Unternehmensstruktur
Das Architekturbüro schneider+schumacher bearbeitet fünf Aufgabenbereiche: die Sparten Architektur, Bau- und Projektmanagement sowie Städtebau und zusätzlich die Bereiche Design & Computation sowie Weiterbauen. Das Büro hat seinen Hauptsitz in Frankfurt am Main und ist zudem in Berlin, Wien, Tianjin und Shenzhen vertreten.

## Partner
Till Schneider (* 1959) ist Architekt und Stadtplaner und gemeinsam mit Michael Schumacher Gründer, Inhaber und Geschäftsführer von schneider+schumacher. Er studierte Architektur an der Universität Kaiserslautern, der TH Darmstadt und der Frankfurter Städelschule bei Sir Peter Cook. Im Anschluss war er als freier Mitarbeiter im Büro Eisele + Fritz sowie bei Mürb in Darmstadt tätig. 2005 vertrat er die Professur für Entwerfen und Gebäudetechnologie an der TU Darmstadt. Till Schneider war von 2010 bis 2014 Vorsitzender der BDA-Gruppe Frankfurt.
Michael Schumacher (* 1957) ist Architekt und gemeinsam mit Till Schneider Gründer, Inhaber und Geschäftsführer von schneider+schumacher. Nach seinem Studium der Architektur an der Universität Kaiserslautern und einem Postgraduiertenstudium in der Klasse von Sir Peter Cook an der Frankfurter Städelschule arbeitete Michael Schumacher als freier Mitarbeiter im Architekturbüro von Sir Norman Foster, London. 1999–2000 war er als Gastprofessor an der Städelschule tätig. Seit 2007 hat er die Professur für Entwerfen und Konstruieren an der Fakultät für Architektur und Landschaft, Leibniz Universität Hannover, inne. Von 2004 bis 2009 war Michael Schumacher hessischer Landesvorsitzender des Bund Deutscher Architekten (BDA Hessen).

## Die Architektur von Schneider + Schumacher

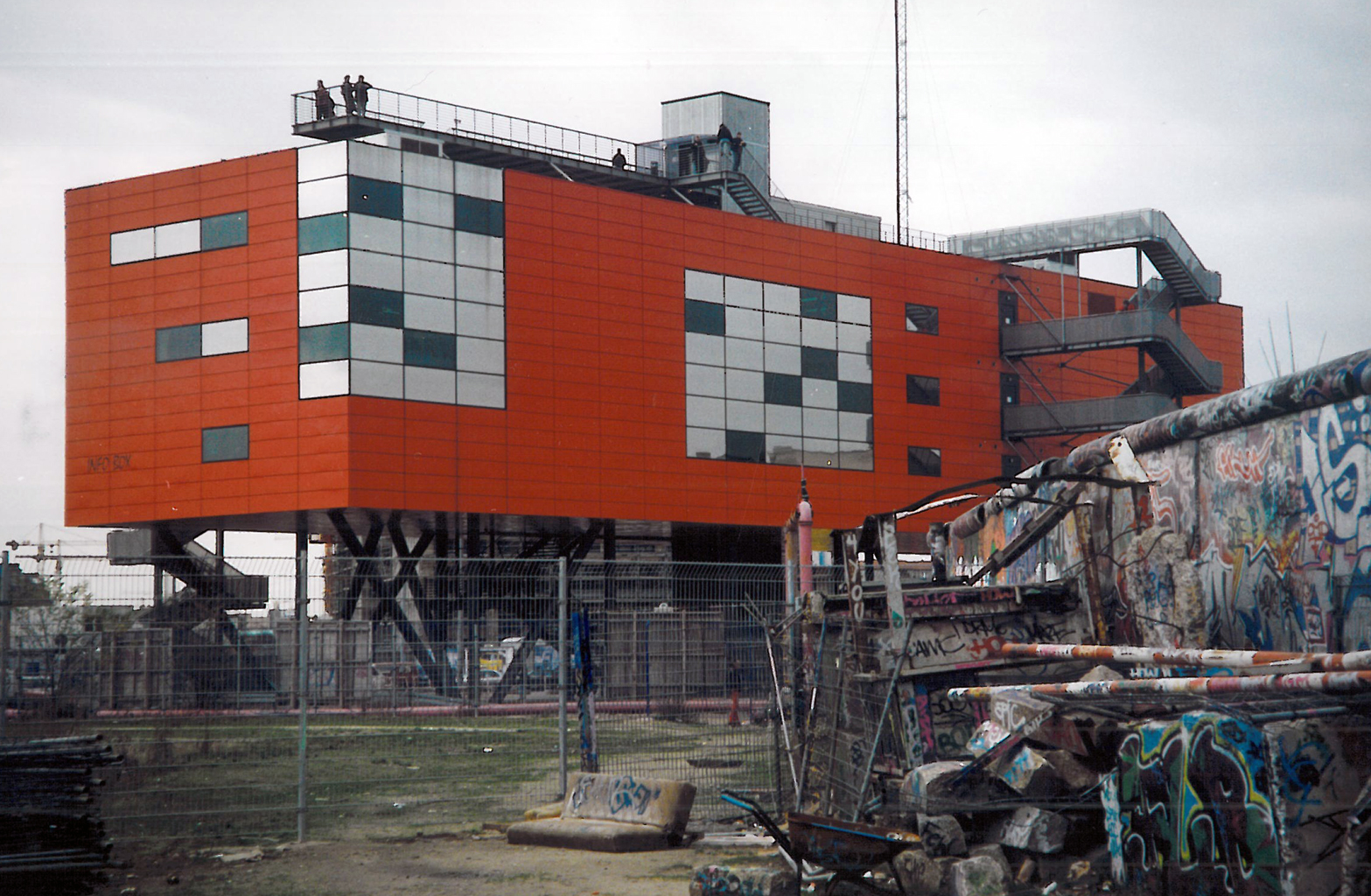
Infobox, Berlin (1994)
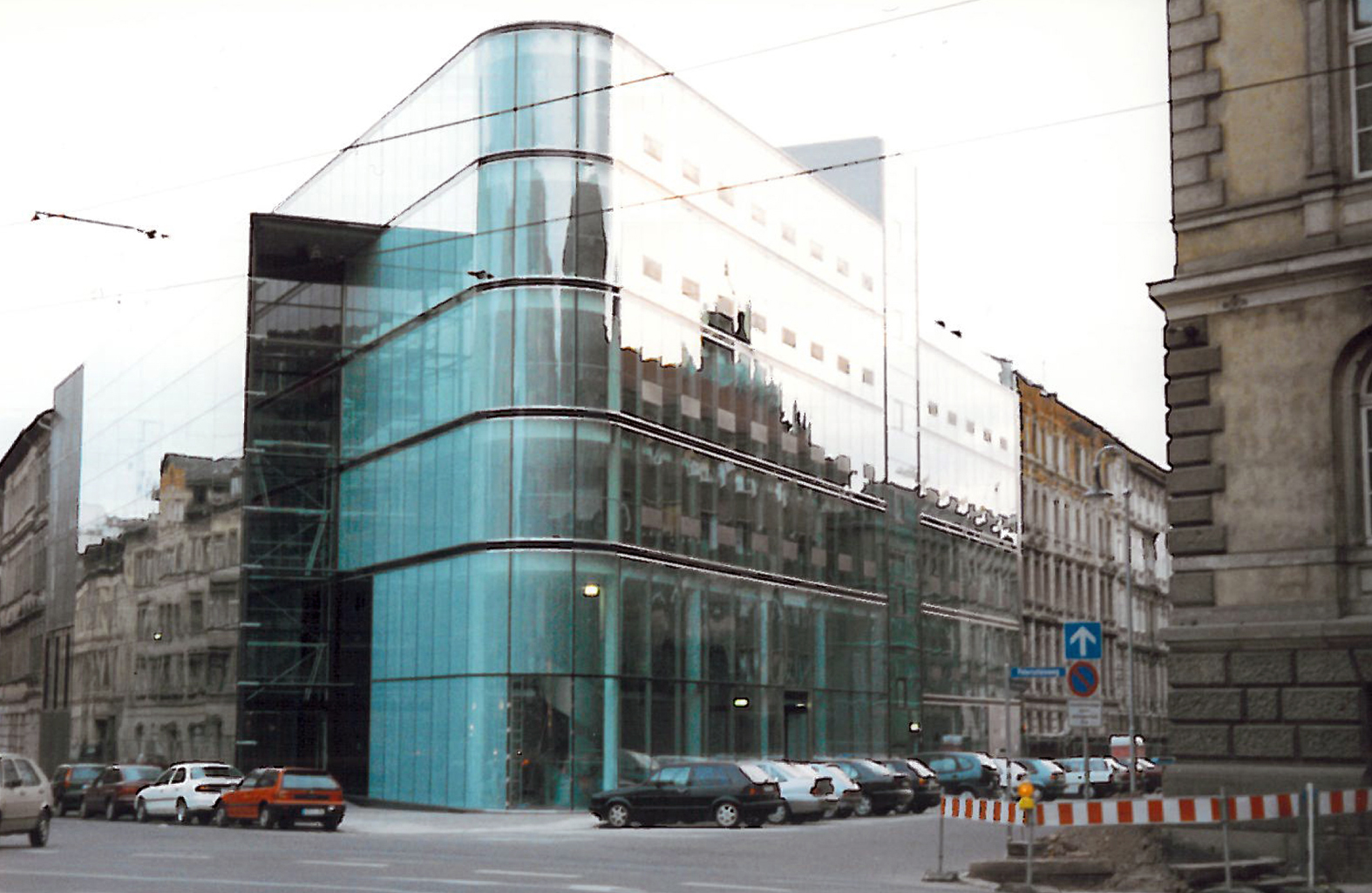
Bürogebäude KPMG, Leipzig (1992–1997)
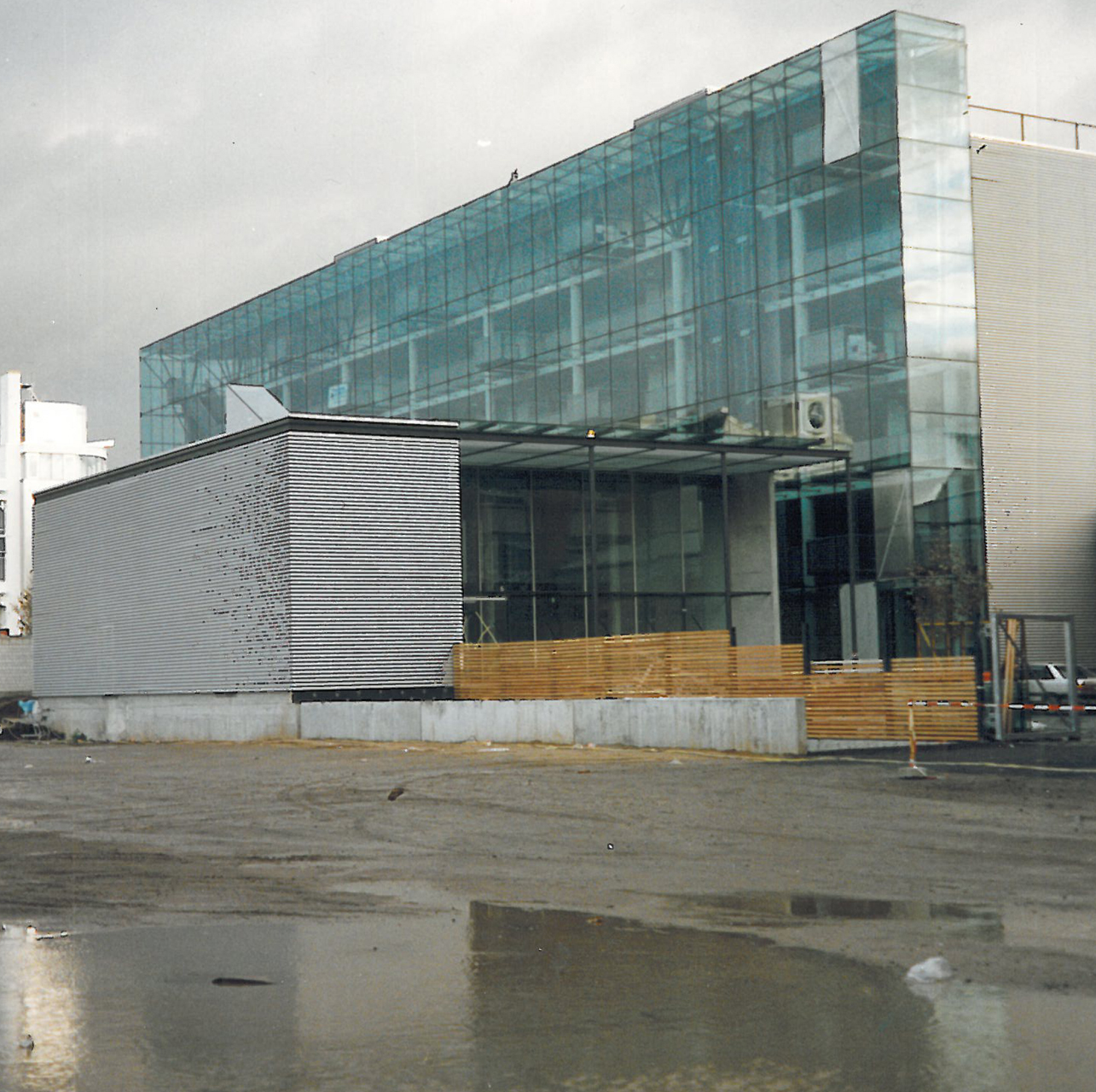
Bürogebäude J. Walter Thompson, Frankfurt am Main (1992–1995)
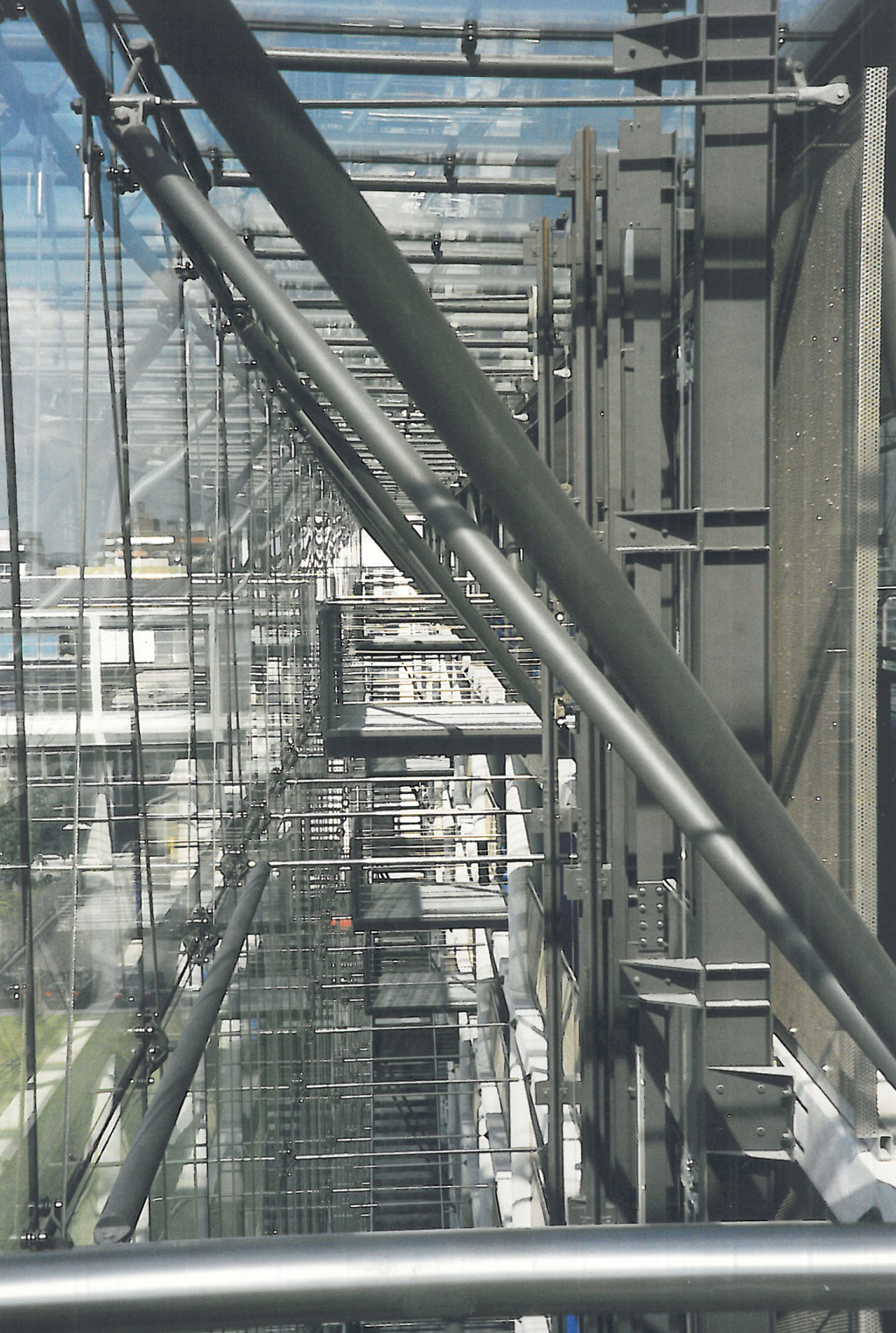
Bürogebäude J. Walter Thompson, Frankfurt am Main (1992–1995)
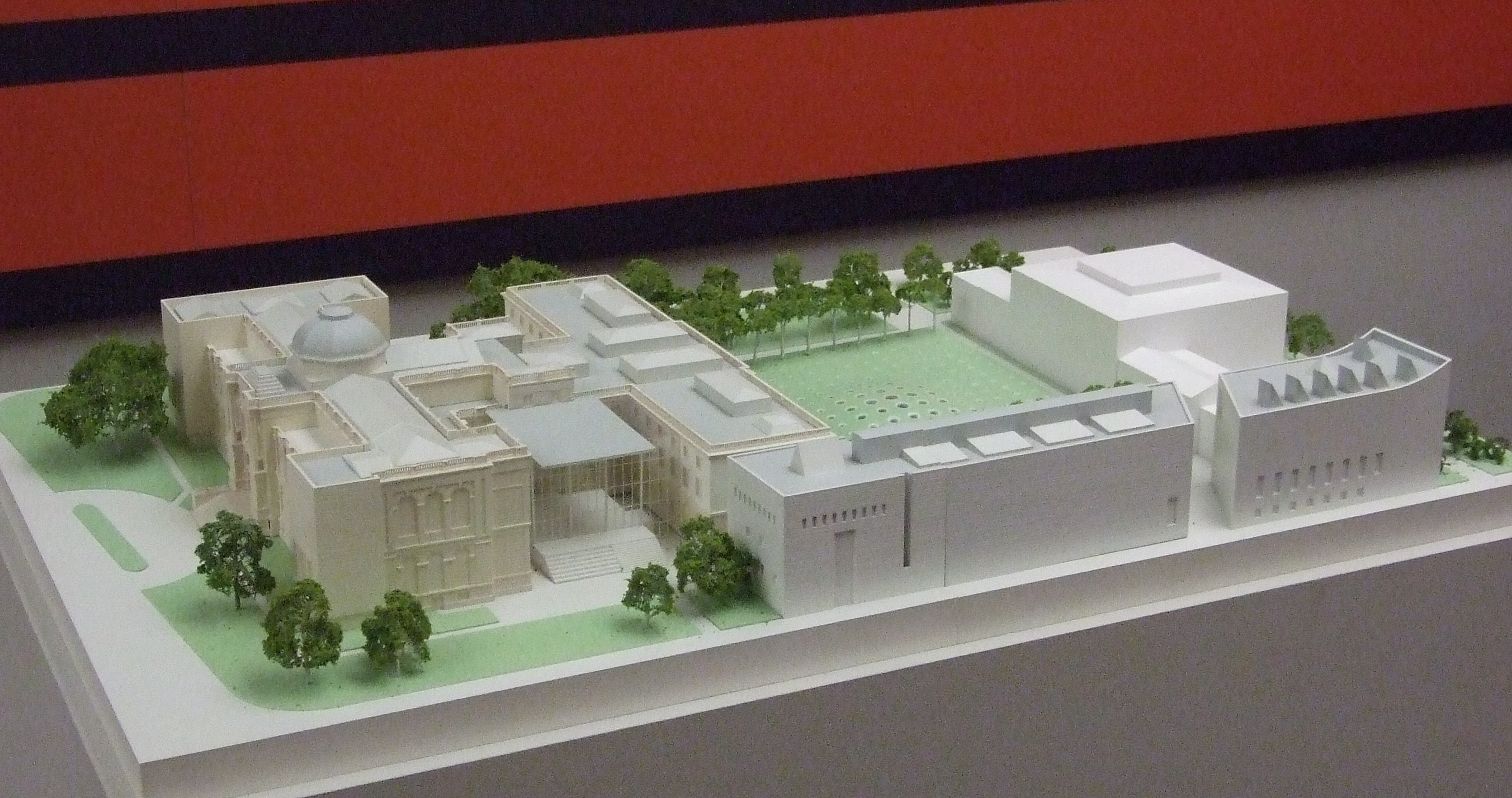
Erweiterungsbau des Städel-Museums

International bekannt wurde schneider+schumacher mit der temporären Infobox am Potsdamer Platz in Berlin. Die auf Stelzen „schreitende“ und leuchtend rot lackierte Kiste entwickelte eine starke Präsenz vor Ort und in den Medien. Im Oktober 1995 wurde die Infobox eröffnet und im Januar 2001 planungsgemäß wieder abgebaut.
Sehr viel Resonanz im In- und Ausland bekam die Erweiterung des Frankfurter Städel Museums. Der unterirdische Erweiterungsneubau wird nach außen hin als grüner Hügel im Städelgarten sichtbar. 195 kreisrunde Oberlichter überziehen die Rasenfläche und belichten die unterirdische Ausstellungshalle mit Tageslicht. 2012 wurden die sogenannten Gartenhallen eingeweiht. Von 2008 bis 2011 sanierte und revitalisierte schneider+schumacher den Frankfurter Silvertower/Silberturm (ehem. Zentrale der Dresdner Bank). Beide Projekte wurden mit der Martin Elsaesser-Plakette 2012 des BDA ausgezeichnet.
Weitere Realisierungen im Zentrum Frankfurts sind die Restaurierung des ehem. Amerikanischen Generalkonsulats in der Siesmayerstraße sowie die Umnutzung des ehem. Amerikahauses zum Instituto Cervantes.
Ebenfalls in Frankfurt entstand auf dem Gelände des Westhafens ein neues Quartier mit Wohn- und Bürogebäuden, für welches schneider+schumacher den städtebaulichen Entwurf erarbeiteten. Hier entstand ein in Richtung der östlich liegenden Innenstadt platziertes Ensemble aus drei Gebäuden – der Westhafen Tower, das Westhafenhaus, das Westhafen „Brückengebäude“ – und das am westlichen Ende gelegene Westhafen Pier.
Weitere Frankfurter Projekte sind das Grünflächenamt und der Frankfurt Pavilion für die Frankfurter Buchmesse, der 2023 ebenfalls mit der Martin-Elsaesser-Plakette des BDA ausgezeichnet wurde.
In Kronberg im Taunus realisierte das Büro im Jahr 2000 die Hauptverwaltung des Unternehmens Braun. Im Jahr 2001 wurde die Gedenkstätte in Sachsenhausen-Oranienburg als ein Museum, das die Funktion des Lagers nach 1945 dokumentiert, fertiggestellt.
Gemeinsam mit dem Architekturbüro DGI Bauwerk aus Berlin entwirft schneider+schumacher als Arbeitsgemeinschaft „ion42“ seit 2008 für das internationale Forschungsprojekt Facility for Antiproton and Ion Research (FAIR) in Darmstadt ein sogenanntes „Beschleunigerzentrum“. Voraussichtlich bis zum Jahr 2025 werden die ersten der insgesamt 20 Beschleuniger- und Experimentierbauwerke, Labore und sonstige Betriebs- und Versorgungsbauwerke für einen unterirdischen Beschleunigerring mit einem Umfang von knapp 1100 Metern realisiert sein. Auf einer Fläche von rund 100.000 Quadratmetern werden die Wissenschaftler hier über Eigenschaften der Materie, den Ursprung des Universums und seiner Entwicklungsgeschichte sowie über neue Energietechnologien forschen.
In China bereits realisiert sind die Tianjin Teda School (2017) und der Shenzhen Qianhai Justice Center (2019). Im Bau befinden sich das Forschungs- und Laborgebäude Shenfang Park und das Rechenzentrum Qianhai Telecommunication Center sowie das Bürogebäude Zhaolian in Shenzhen. 2022 kamen zwei weitere Wettbewerbsgewinne in China hinzu: Jinhua Green Valley und ein Bürogebäude in Chengdu.
Zu den wichtigsten Wohnungsbauprojekten von schneider+schumacher gehören: DOXX, Mainz, und der kostengünstige Wohnungsbau ABG Wohnhäuser in Frankfurt-Oberrad.
Seit 2020 legt schneider+schumacher mit der Gründung der Gesellschaft Weiterbauen einen Schwerpunkt auf die Transformation und Adaption bestehender Gebäude. Zwei bedeutende Projekte in diesem Bereich sind die Sanierung der Ausstellungshalle Mathildenhöhe sowie die Sanierung des Bolongaropalastes in Frankfurt-Höchst.

### Bauwerke (Auswahl)
- Infobox, Berlin, 1994 (abgebaut 2001)
- Hochregallager ERCO P3, Lüdenscheid, 1999–2001 (2003: Verzinkerpreis für Architektur und Metallgestaltung)
- Westhafen Tower, Frankfurt am Main, 1999–2003
- Westhafen-Haus, Frankfurt am Main, 2001–2003
- Westhafen-Brückengebäude, Frankfurt am Main, 2002–2003
- Westhafen-Pier, Frankfurt am Main, 2002–2004
- Bürogebäude Siesmayerstraße 21 (ehem. Amerikanisches Konsulat), Frankfurt am Main, 2005–2007
- Controlling-Center der Deutschen Flugsicherung, Langen, 2005–2008
- Instituto Cervantes (ehem. Amerikahaus), Frankfurt am Main, 2007–2008
- Sanierung des SilverTower/Silberturm, Frankfurt am Main, 2008–2011.
- Erweiterung des Städel Museums, Frankfurt am Main, 2008–2012
- Fronius International Forschungs- und Entwicklungszentrum Wels-Thalheim, 2007–2011
- Autobahnkirche Siegerland, 2012–2013
- Ölhafenbrücke Raunheim, 2014.[2]
- Internationales Beschleunigerzentrum FAIR (Facility for Antiproton and Ion Research) als Arge „ion42“ (schneider+schumacher, Frankfurt + DGI Bauwerk, Berlin), 2008–2022
- MBS Studien- und Konferenzzentrum, Mannheim, 2013–2017
- Synchron Stage Vienna, Wien, 2013–2015[3]
- tinyBE • living in a sculpture, Metzlerpark des Museum Angewandte Kunst Frankfurt/Main, TinyBe Info-Box, 2021[4]